# Equal Rights Beyond Borders
Equal Rights Beyond Borders ist eine 2016 gegründete gemeinnützige Organisation mit Sitz in Berlin, Deutschland und Athen, Griechenland, sowie weiteren Büros auf den griechischen Inseln Chios und Kos.

## Struktur
Die Organisation besteht aus zwei separaten juristischen Personen in Deutschland und Griechenland.
Die Arbeit wird von einem transnationalen Management Board koordiniert.
Dem internationalen fachlichen Beirat gehören nationale und internationale im Flucht und Migrationsrecht erfahrene Juristen, aber auch Journalisten und Vertreter der Kirchen an. Darunter aus Deutschland die Professorinnen Anna Lübbe und Nora Markard, sowie die Professorin Violetta Moreno-Lax von der Queen Mary University of London.

## Geschichte
Im März 2016 wurde die Erklärung EU-Türkei vom 18. März 2016 unterzeichnet. Diese Absichtserklärung zur Aufnahme und Rückführung von Geflüchteten, führte dazu, dass tausende Geflüchtete auf den griechischen Inseln feststeckten und an einer Weiterreise auf das europäische Festland gehindert wurden. Somit wurden die seit 2015 existierenden sogenannten EU-Hotspots faktisch zu Haft- und Abschiebezentren.
Vor diesem Hintergrund reisten einige in Deutschland ausgebildete junge Juristen in einer spontanen Solidaritätsaktion auf die griechische Insel Chios, um dort mit dem Boot ankommende Geflüchtete rechtlich zu unterstützen. In Abstimmung mit griechischen Juristen und Juristinnen wird, zunächst unter dem Namen Refugee Law Clinics Abroad, ein Solidaritätsnetzwerk aufgebaut. Infolgedessen kamen nun regelmäßig junge Jura-Studierende aus Deutschland nach Chios, um dort für einige Wochen kostenlose Rechtsberatung anzubieten. Im Jahr 2016 wurde der gemeinnützige, eingetragene Verein Equal Rights Beyond Borders gegründet. Mitgründerin ist die heutige Bundestagsabgeordnete Clara Bünger, die 2017 das erste Büro der Organisation auf Chios mit eröffnete und aufbaute. So entstand eine der ersten durch eine NGO geleitete Rechtsauskunftsstelle auf Chios.
Im Jahr 2018 eröffnete die Organisation ihr Büro in Athen und 2019 ein Büro in Berlin. Seit 2021 unterstützen ihre Anwälte Geflüchtete auch aus einem Büro auf der griechischen Insel Kos. Auf der Insel Kos wurde zuvor ein neues Haftlager durch Griechenland eröffnet, welches als Abschiebegefängnis dient. Die Bedingungen im Lager wurden in der Vergangenheit mehrfach von Journalisten und Menschenrechtsorganisationen kritisiert. So stand neben den grundsätzlich als menschenunwürdig bezeichneten Lebensbedingungen, insbesondere die pauschale Inhaftierung von Familien, Kindern und vulnerablen Personen, wie schwangeren Frauen oder Opfern sexualisierter Gewalt, in der Kritik. Im Februar 2023 kritisierte die Organisation gemeinsam mit terre des hommes die Inhaftierung Minderjähriger auf Kos.

## Arbeit
Seit der Gründung versucht die Organisation auch mithilfe strategischer Prozessführung Menschenrechte von Asylsuchenden an den europäischen Außengrenzen durchzusetzen und auf deren Situation somit aufmerksam zu machen und diese zu verbessern. Sie bietet kostenlose rechtliche Unterstützung für Flüchtlinge, insbesondere bei der Familienzusammenführung und bei Visumsverfahren. Darüber hinaus bietet sie auch Unterstützung in Fällen von Inhaftierung und beim Zugang zu sozialen Rechten. Dafür vertreten sie Mandanten vor griechischen und deutschen Gerichten.
Ihre Anwälte vertreten darüber hinaus Mandanten in Verfahren in Fällen schwerer Menschenrechtsverletzungen nach der EMRK vor dem EGMR. Regelmäßig werden eigene Publikationen veröffentlicht, darunter Expertengutachten zur menschenrechtlichen Situation von Geflüchteten in griechischen Haftlagern.
Im Februar 2022 richteten Juristen der Organisation zwei Eingaben an den damaligen UN-Sonderberichterstatter zu den Menschenrechten von Migranten betreffend der Frage der menschenrechtlichen Auswirkungen der Praktiken sicherer Drittstaaten auf Kos und Chios, sowie der Frage betreffend der Auswirkungen der COVID-19-Pandemie auf die Menschenrechte von Asylbewerbern auf Kos und Chios. Die Berichte wurden Bestandteil des Reports „Human rights violations at international borders: trends, prevention and accountability“, der dem Menschenrechtsrat der Vereinten Nationen in seiner 50. Sitzung vorgelegt wurde.

## Mediale Aufmerksamkeit
Die Juristen der Organisation sind gefragte Experten im Bereich des Asyl- und Migrationsrechts sowie der Durchsetzung von Menschenrechten. In Interviews äußern sie sich zur Lage der Menschenrechte und Rechtsstaatlichkeit in Europa, kritisieren die Migrationspolitik der EU als „Abschreckungspolitik“ sowie die Folgen des EU-Türkei-Deals für Geflüchtete auf den griechischen Inseln in der Ägäis. Im Jahr 2023 beteiligten sie sich an der Diskussion um die Aufklärung eines der schwersten Bootsunglücke im Mittelmeer mit hunderten Toten und kritisierten im Zuge dessen auch die aktuelle amerikanische Migrationspolitik. Die Organisation kritisierte mehrfach die geplante und in Deutschland sowie Europa kontrovers diskutierte Reform des Gemeinsamen Europäischen Asylsystems.

## Wissenschaftliche Tätigkeit
Seit ihrem Bestehen veröffentlichte die Organisation eine Vielzahl an Expertengutachten zur menschenrechtlichen Lage von Geflüchteten in Griechenland. Einige Mitglieder schreiben als Autoren für den Verfassungsblog zu asyl- und europarechtlichen Themen. Zudem referieren sie deutschlandweit bei Tagungen, Konferenzen und nehmen an Podiumsdiskussionen teil.
Die Organisation war mehrfach Mitausrichter internationaler Fachkonferenzen, so im Jahr 2022 in Berlin, gemeinsam mit Amnesty International, Brot für die Welt, Diakonie Deutschland, European Center for Constitutional and Human Rights, medico international, Miserior und Pro Asyl sowie 2023 gemeinsam mit Diakonie Deutschland auf Kos.

## Veröffentlichungen
- "Still detained and forgotten" – Update on Detention Policies, Practices, and Conditions on Kos , Equal Rights Beyond Borders (Hg.), März 2024

- Report on Conference – Immigration Detention in the EU, Kos, 08.-10.06.2023 , Equal Rights Beyond Borders (Hg.), September 2023

- "Still detained and forgotten" – Update on Detention Policies, Practices, and Conditions on Kos 2022/2023 , Equal Rights Beyond Borders (Hg.), Februar 2023

- "Extraordinary Measures" – How Greece used the COVID-19 pandemic as a Pretext for the Unlawful Detention of Asylum Seekers on Chios , Equal Rights Beyond Borders (Hg.), Februar 2023

- The State of the Border Procedure on the Greek Islands , Equal Rights Beyond Borders/HIAS Greece/Refugee Support Aegean (Hg.), October 2022

- Detained and Forgotten at the Gates of the EU – Detention of Migrants on the Island of Kos , Equal Rights Beyond Borders (Hg.), November 2021